# Баллінамаллард Юнайтед
ФК «Баллінамаллард Юнайтед» (англ. Ballinamallard United Football Club) — північноірландський футбольний клуб із села Баллінамаллард, заснований у 1975 році. Виступає у Прем'єршипі. Домашні матчі приймає на стадіоні «Ферні Парк», потужністю 2 000 глядачів.